# Braurone (sito archeologico)
Il sito archeologico di Braurone è un'area archeologica dell'Attica orientale che conserva i resti dell'antica città di Braurone con il suo importante santuario dedicato alla dea Artemide.

## Storia
Il luogo, abitato sin dal Neolitico, fiorì tra il 2000 a.C. e il 1600 a.C. per poi essere abbandonato fino all'VIII secolo, quando iniziarono le pratiche di culto legate ad Artemide. Nel VI secolo a.C. fu costruito un tempio, distrutto dai Persiani nel 480 a.C. e ricostruito nel 420 a.C. con l'aggiunta della stoà a forma di pi greco (Π) e il ponte di pietra. Probabilmente questa attività edificativa fu intrapresa a seguito della peste di Atene nel 430 a.C.: Artemide, infatti, era connessa alla peste e alla guarigione, così come il fratello Apollo.
Il sito fu abbandonato nel III secolo a.C. ed interrato dai depositi del torrente Erasino; sul luogo venne poi costruita una basilica cristiana e quindi una chiesa dedicata a San Giorgio (XV secolo).

## Descrizione

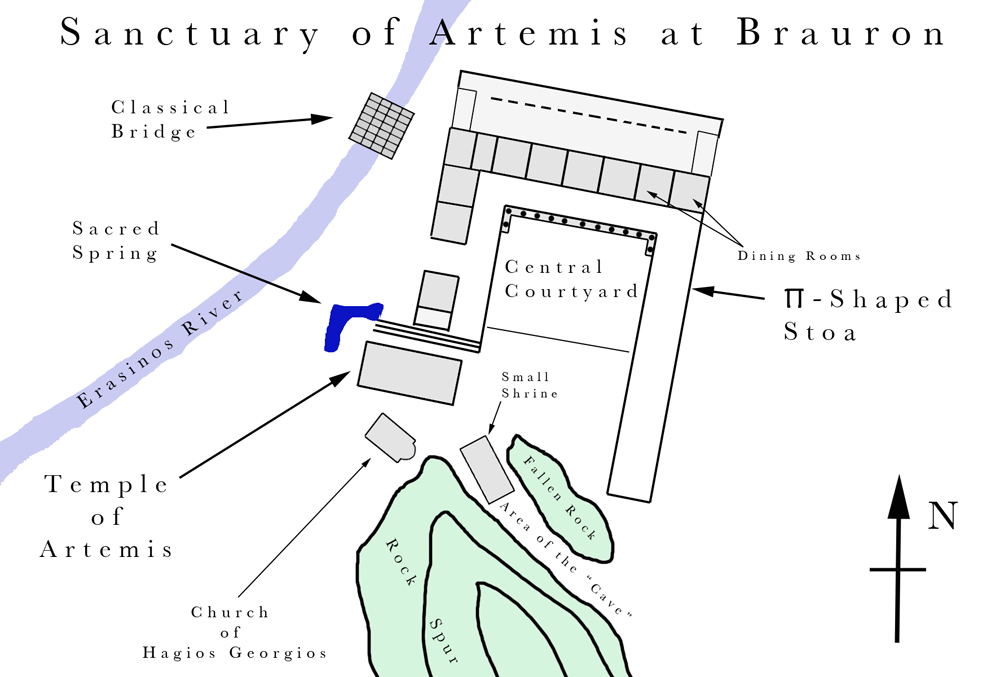
La piantina del santuario di Brauron

Nel 1945 Ioannes Papadimitriou iniziò gli scavi sul sito, continuati dal professor Bouras negli anni 1950 fino al 1962. Tra i monumenti del V secolo a.C. si contano: la stoà a forma di pi greco (Π), intorno al cortile interno, che si apre verso il tempio di Artemide; il tempietto (forse un heroon di Ifigenia); il ponte di pietra sopra il fiume Erasino. Le iscrizioni restaurate degli edifici indicano molti più edifici di quanti ne siano stati rinvenuti, inclusa una palestra e un ginnasio.

### Tempio di Artemide

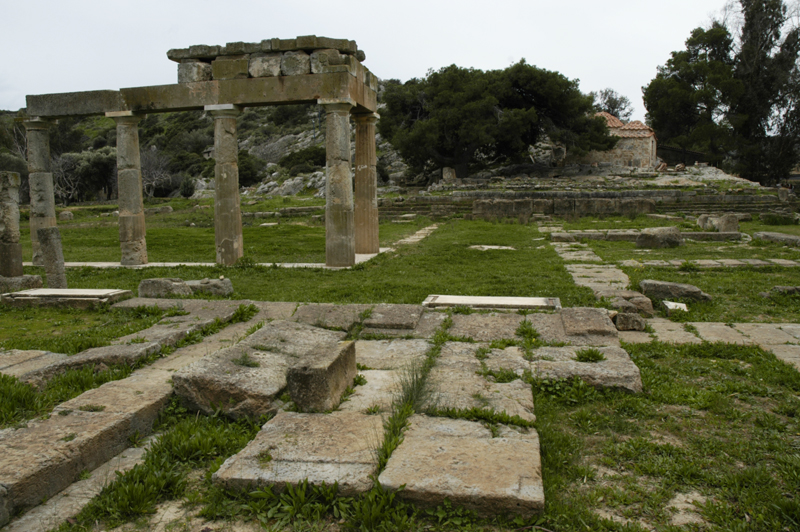
La piattaforma del tempio

Il primo tempio noto risale al VI secolo a.C. Costruito su uno sperone di roccia a sud del fiume, è allineato verso est su una piattaforma di 11x20 m. Della struttura rimane poco, oltre alle parti inferiori e ai solchi sul letto di roccia. Da alcuni resti si deduce che il tempio era di ordine dorico e che il naos aveva quattro celle e un adyton sul retro. Non c'è accordo se il tempio fosse esastilo-prostilo (con sei colonne davanti) o distilo in antis (con due colonne tra due muri sporgenti).
Un muro di contenimento a gradini si trova sul lato nord della piattaforma. Forse si tratta degli scalini citati da Euripide.

### Stoà a forma di pi greco (Π)

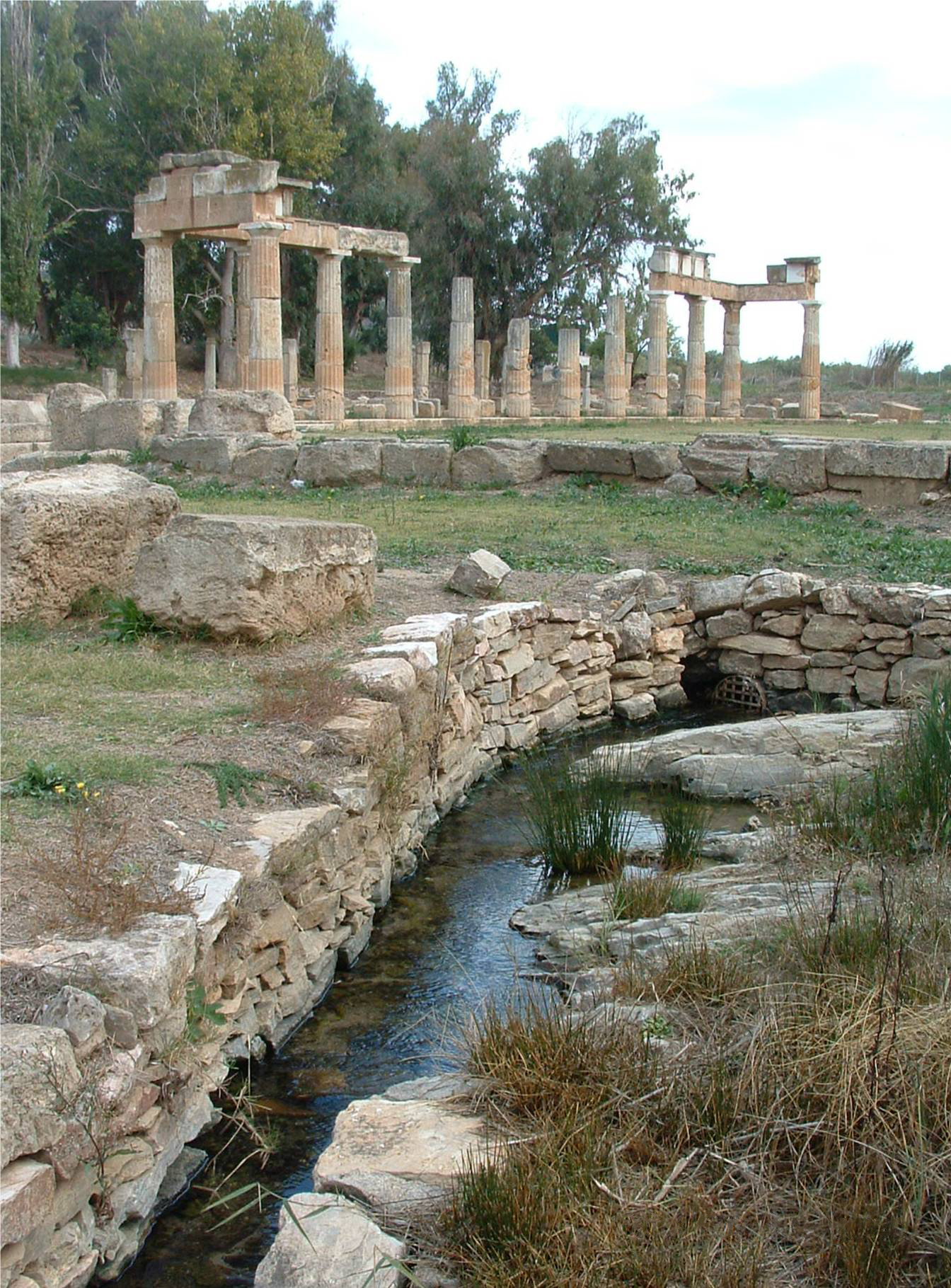
Lo stoa e la fonte sacra visti da sud-ovest

La stoà dorica si sviluppa su tre lati di un cortile centrale (20x27 m) e guarda a sud in direzione del tempio di Artemide. Le fondazioni si estendono per 38 m lungo l'ala ovest, per 48 m lungo l'ala nord e per 63 m lungo l'ala est. Furono completate solo undici colonne del lato nord e una colonna per le altre due ali. Al di là del colonnato c'era un vicolo contenente molte stele votive e accessi a nove stanze approssimativamente squadrate (circa 5,5x5,5 m) a nord e ad ovest della struttura.
Gli accessi erano fuori centro rispetto alle stanze, ognuna delle quali era rialzata su una piattaforma. Su queste piattaforme ci sono molte incisioni (alcune ancora contenenti piombo) disegnate per inserire triclini (undici per stanza). Alcune stanze conservano piccoli tavoli in pietra di fronte al posto dei triclini. Queste strutture sono tra le più paradigmatiche tra le stanze da pranzo greche note. Le basi dei muri sono costruite con massicci blocchi di pietra calcarea lavorati, privi di incisioni sulla superficie. I muri furono completati con mattoni fino al livello del tetto. Sul lato ovest c'era un'entrata con incisioni di ruote consumate sul pavimento in pietra e in linea con il ponte.

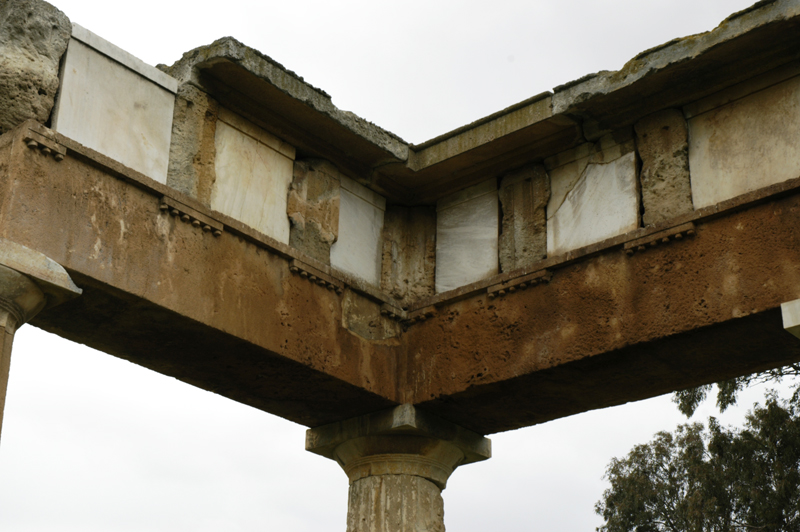
Il fregio dorico della stoà con le metope in marmo

Per la costruzione della stoà fu utilizzata pietra calcarea locale ricoperta di stucco in finto marmo, tranne i capitelli dorici, le metope, l'architrave e le soglie realizzate in marmo. Una caratteristica molto atipica è l'uso di due triglifi nell'intercolunnio, invece di uno singolo. Ciò servì ad abbassare l'altezza totale della trabeazione e lasciare quadrate le metope. In aggiunta gli angoli del fregio hanno richiesto un accomodamento dell'espansione angolare (invece della contrazione come in molti altri templi) per armonizzare gli intervalli tra i triglifi, che non potevano essere posti al centro sopra le colonne d'angolo.

### La struttura nord

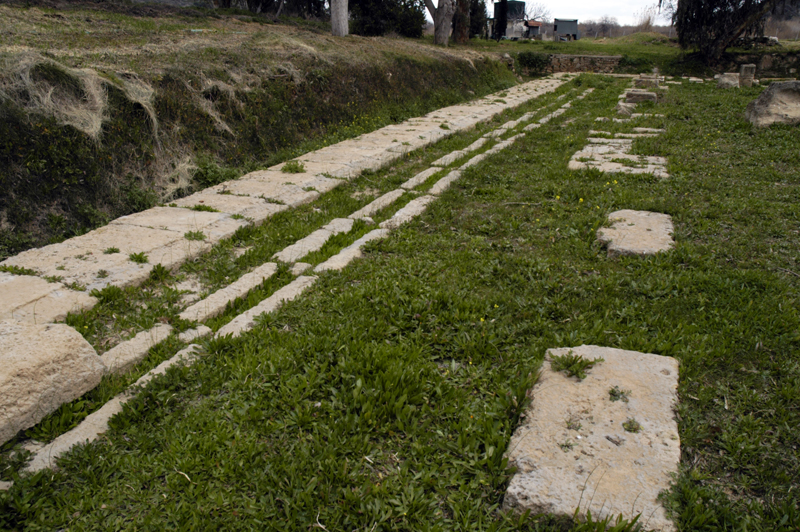
La serie di fessure della struttura nord

A nord della stoà, su un muro comune, esisteva una struttura dalla funzione sconosciuta con entrate elaborate ai lati est  ed ovest. L'asse maggiore misurava 48 m, l'asse minore circa 11 m. Lungo il muro nord della struttura c'era una serie di fessure per assi strette (forse in legno). Si è ipotizzato che su queste assi si deponessero gli indumenti dedicati a Ifigenia, come citato da Euripide.

### Il ponte di pietra

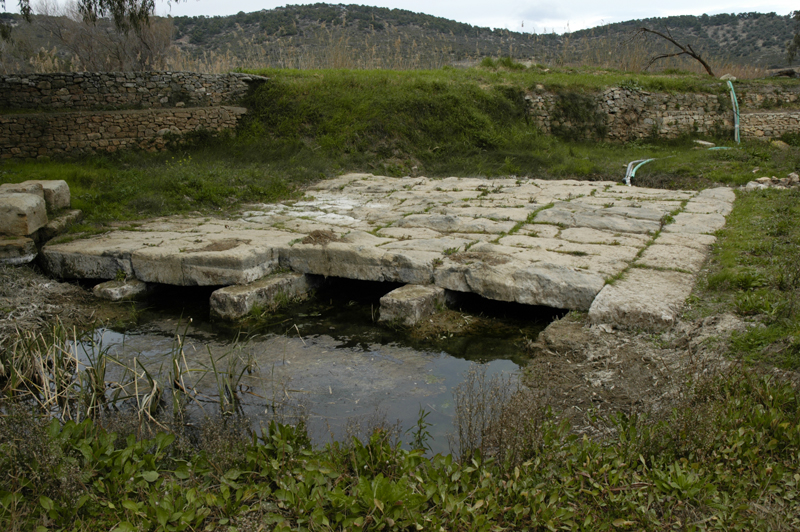
Il ponte di pietra

Il ponte di pietra è l'unico esempio esistente di un ponte della Grecia classica. La struttura è quella standard trilitica. Misura circa 9 m di larghezza e una lunghezza di circa 8 m, composto da quattro file di architravi posti su cinque file di pilastri. Sulle pietre del ponte sono stati scavati i solchi dal passaggio delle ruote dei carri, con un angolo obliquo verso l'entrata ovest della stoà. Questi solchi non si dirigono verso l'elaborato propileo (ingresso monumentale) della struttura a nord della stoà, come potrebbe sembrare probabile.

### La fonte sacra

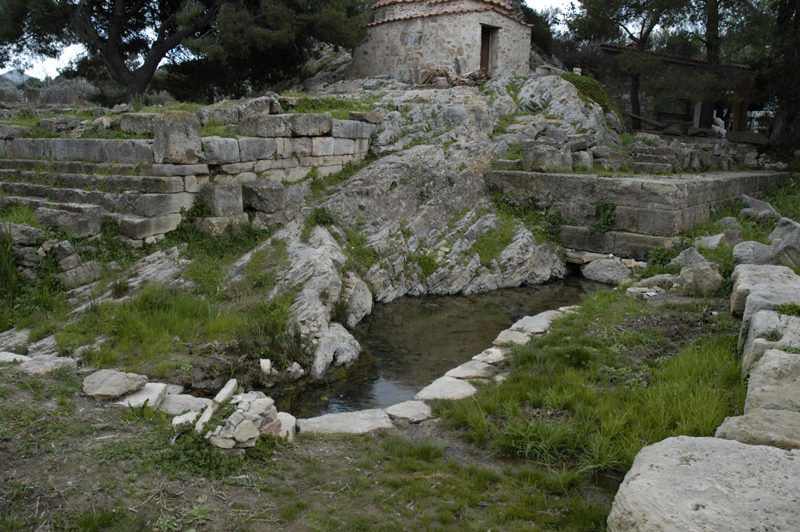
La fonte sacra col muro a scalini, il podio del tempio e la Chiesa di Hagios Georgios al centro

Una fonte si trovava all'estremità nord-ovest dello sperone di roccia che corre giù dalla collina dell'acropoli verso sud-est. Questa fonte fu il centro delle attività di culto a partire dall'VIII secolo, le prime dalla fine dell'Età del Bronzo. Le dedicazioni venivano fatte gettando oggetti nella fonte.

### Il piccolo santuario

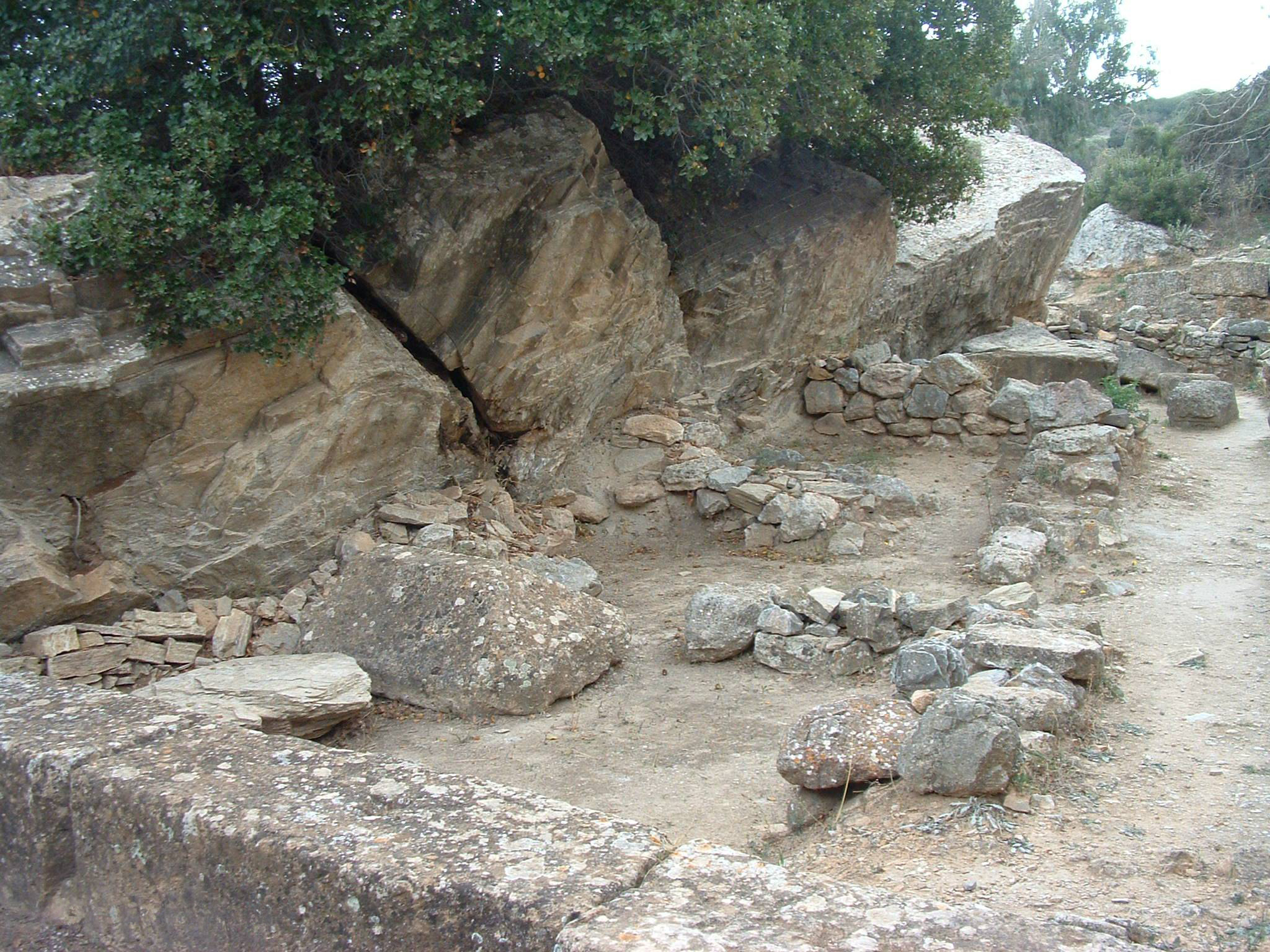
La "grotta", heroon di Ifigenia

A circa 12 m sud-est dal Tempio di Artemide fu costruito un "piccolo santuario" di circa 5,5x8 m tra la parte frontale dello sperone di roccia e un masso caduto dalla roccia di 25 m di lunghezza. In circa 6 m di spazio sono stati rinvenuti i resti di numerose strutture di funzione incerta. Questa area era stata associata alla propiziazione di Ifigenia, forse nella forma di un heroon. Probabilmente alcune di queste strutture erano già presenti prima della caduta del masso; ed è possibile che il piccolo santuario rimpiazzasse un luogo sacro (forse per Ifigenia) distrutto dal collasso della roccia sotto cui era stato costruito. In alcune pubblicazioni questa area è stata denominata come una "grotta".

### Le offerte votive
Le offerte votive del santuario comprendono statue di bambini e bambine e molti oggetti pertinenti la vita femminile (come scrigni per gioielli e specchi). Un gran numero di crateri in miniatura (krateriskoi) sono stati portati alla luce: molti raffigurano giovani fanciulle, nude o vestite, che corrono o danzano. Il museo archeologico del sito, su una collinetta a 330 m a sud-est, espone un'ampia e importante collezione dei ritrovamenti effettuati sul sito.